# Yona Gerondi
Ne doit pas être confondu avec Yona ibn Jannah.
Pour les articles homonymes, voir Gerondi.
Rabbenou Yona de Gérone ou Yona Gerondi est un rabbin et moraliste juif espagnol du XIIIe siècle (Gérone, 1200 - Tolède, 1263 ou 1264).

## Biographie
Yona ben Abraham naît dans une famille géronaise illustre, qui compte aussi, parmi ses membres, Moïse Nahmanide, cousin de Rabbenou Yona.
Il laisse une œuvre remarquable, qui reste une référence de nos jours, et notamment le Sha'aréi teshouvah (hébreu : שׁערי תשׁובה) "Les portes du repentir".
Il est considéré comme un des précurseurs de l'école du Moussar, qui insiste sur le travail des midot, des traits de caractère, et sur le comportement moral au-delà du simple accomplissement des devoirs religieux (mitsvot). 
Il est également connu pour avoir été l'un des plus grands contempteurs du Guide des égarés et de son auteur, le Rambam (Maïmonide). Il alla jusqu'à prononcer l'excommunication de quiconque le lirait, par crainte que les influences philosophiques grecques, redécouvertes par l'intermédiaire des écrivains arabes, ne sèment le trouble dans la foi du peuple juif.
Cependant, la controverse avec le Rambam échappa à tout contrôle, et arriva aux oreilles de délateurs chrétiens. Ceux-ci, afin d'apaiser les conflits, ordonnèrent l'incendie public des écrits philosophiques de Rambam en 1232, et dans leur grand esprit de charité, ne voulant pas susciter d'autres controverses, brûlèrent quantité d'autres écrits (Quatre ans plus tard, le Talmud serait brûlé à Paris).

Interprétant ce désastre comme un signe divin de son erreur, il proclama publiquement que tous ses actes hostiles envers le Rambam étaient injustifiés et fit le vœu de se rendre à Tibériade, en Terre d'Israël pour se prosterner sur la tombe du Maître, afin d'implorer son pardon, en présence de dix personnes, pendant sept jours consécutifs.

Il quitta donc la France dans cette intention, mais à l'instar de Juda Halevi, il mourut avant d'arriver à destination, en 1264.
Il avait toujours maintenu des liens étroits avec son cousin, le Ramban, qui avait donné sa fille en mariage au fils de son cousin.

Lorsque Rabbénou Yona mourut, elle était enceinte. Le fils auquel elle donna naissance fut prénommé Yona, sur l'instance du Ramban, afin qu'il excelle en Torah et en piété comme son grand-père.

## Œuvres
Il fonda des Yeshivot. Lui-même un des élèves les plus remarquables de Rav Salomon ben Avraham de Montpellier (Min Hahar). Il forma à son tour de nombreux élèves, parmi les plus célèbres Rav Salomon ben Aderet, le Rashba.
Il écrivit beaucoup, en particulier des commentaires sur certaines parties du Tanakh, sur les Pirke Avot, des "nouveautés" sur plusieurs traités du Talmud et ses fameux livres de Moussar :
- Iguéret HaTeshouva (Epitre sur le repentir)
- Shaaré Teshouva (les Portes du repentir)
- Sefer haYira (Livre de la Crainte)

Ses commentaires talmudiques ont été compilés par ses élèves sous le titre de Peroush Rabbenou Yona.